# Verds i Ecopacifistes
Verds i Ecopacifistes (VERDS) fou una coalició electoral formada en 2011 creada per concurrir a les eleccions a les Corts Valencianes de 2011 a més de crear algunes candidatures locals en alguns municipis del País Valencià. La formació estigué composta pels partits Els Verds del País Valencià, Els Verds Ecopacifistes i Los Verdes-Grupo Verde. Pura Peris, de EVPV, fou la candidata a la presidència de la Generalitat Valenciana (anteriorment es proposà a Carolina Punset, llavors coportaveu d'Els Verds Ecopacifistes, la candidata a la presidencia, però el distanciament entre Los Verdes Ecologistas i Punset va fer que aquesta finalment no formés part de la candidatura).
Entre els municipis on s'hi va presentar Verds i Ecopacifistes hi ha València, Castelló de la Plana, Alacant i Elx. Els Verds del País Valencià ho feren en solitari en altres municipis. La coalició obtingué uns resultats modestos a les eleccions autonòmiques (31.808 vots, un 1,33%), sense aconseguir representació. Els millors resultats de la candidatura foren a la província d'Alacant (15.328 vots, 1,93%). En la de Castelló obtingué 2.988 vots (1,08%) i a la de València n'aconseguí 13.492 (1,02%). En les eleccions municipals, nomes va aconseguir representació a Silla, on obtingueren un regidor adscrit als Verds del País Valencià.